# Kozlak
Kozlak er et ølmærke som stammer fra Gdańsk i Polen, der i middelalderen og renæssancen var storleverandør af øl til Danmark. I nyere tid har byen genfundet sine rødder og nu brygges der igen øl efter de traditionelle forskrifter.
Kozlak er en bock fra bryggeriet Amber Browars.